# الثابتی، براء
الثابتی (به عربی: الثابتي) یک منطقهٔ مسکونی در عمان است که در شهرستان ابرا واقع شده‌است.
 الثابتی  ۱٬۴۲۵ نفر جمعیت دارد.